# 謝錫
謝錫（？年—？年），字景宜，浙江省會稽縣人，康熙二十四年乙丑科進士，康熙三十年任雲陽縣知縣。